# Epiplema saccata
Epiplema saccata är en fjärilsart som beskrevs av Holloway 1998. Epiplema saccata ingår i släktet Epiplema och familjen Uraniidae. Inga underarter finns listade i Catalogue of Life.